# جعس (الرياشية)

تعديل مصدري - تعديل

جعس هي إحدى قرى عزلة جبل الرياشية بمديرية الرياشية التابعة لمحافظة البيضاء، بلغ تعداد سكانها 389 نسمة حسب تعداد اليمن لعام 2004.